# Melanoplus goedeni
Melanoplus goedeni is een rechtvleugelig insect uit de familie veldsprinkhanen (Acrididae). De wetenschappelijke naam van deze soort is voor het eerst geldig gepubliceerd in 1968 door Gurney & Buxton.